# Pedicularis dudleyi
Pedicularis dudleyi är en snyltrotsväxtart som beskrevs av Adolph Daniel Edward Elmer. Pedicularis dudleyi ingår i släktet spiror, och familjen snyltrotsväxter. Inga underarter finns listade i Catalogue of Life.

## Bildgalleri

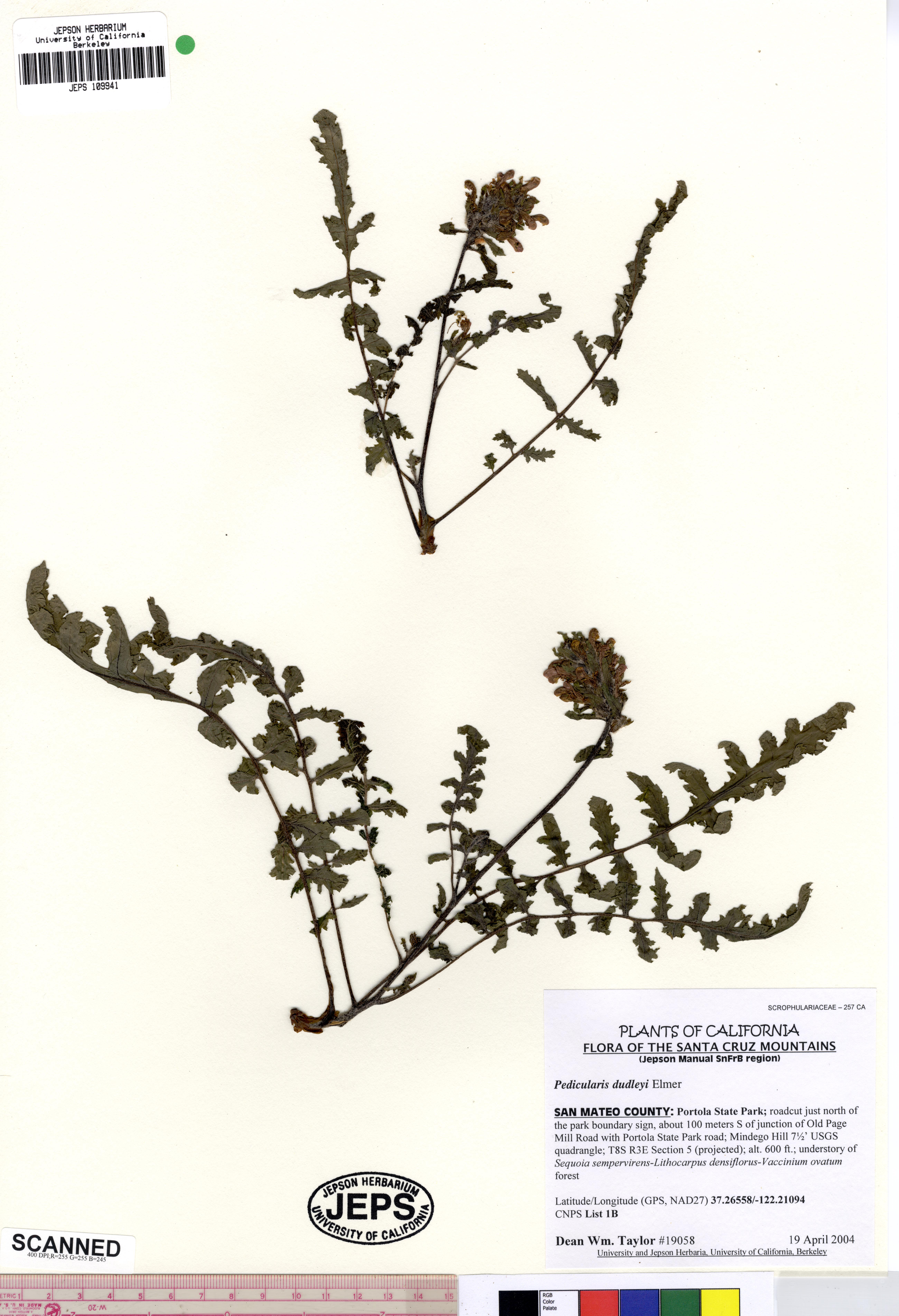